# Koraal (muziek)

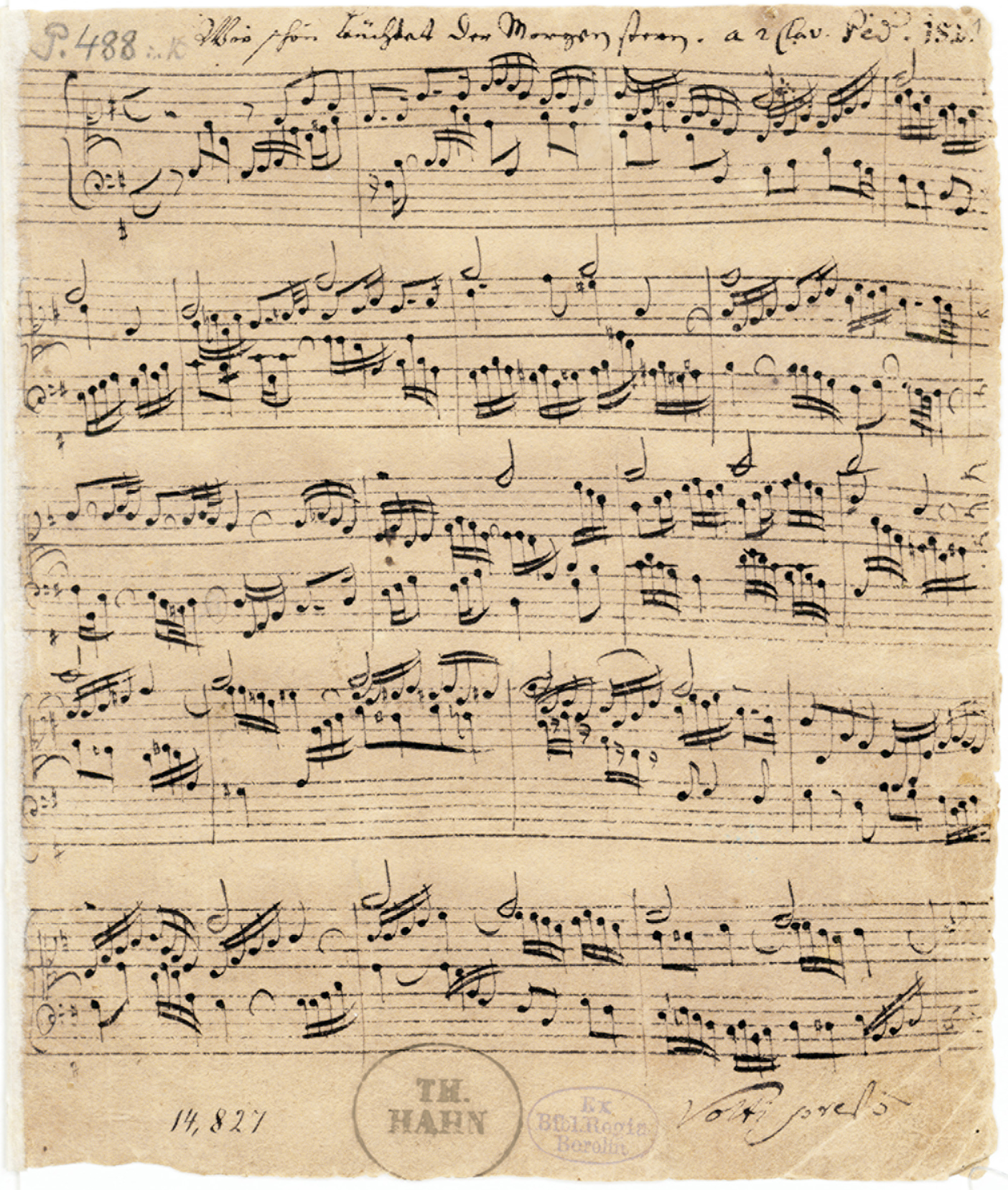
Handschrift van J.S. Bachs orgelkoraal Wie schön leuchtet der Morgenstern BWV 739

Een koraal is een kerklied dat meestal strofisch van vorm is. Oudere koralen hebben vaak rijmende teksten.

## Geschiedenis
In de late middeleeuwen werd koraal de samenvattende benaming voor de eenstemmige, niet-gefigureerde, Latijnse liturgische gezangen van de westerse katholieke kerken.  Het gregoriaanse koraal omvat zowel de vaste gezangen (Kyrie, Gloria, Credo, Sanctus, Agnus Dei) als de introïtus-, graduale, hallelujapsalmen, tractus, enz., maar ook de door de celebrant gezongen teksten.
In de 16e eeuw wordt het begrip in de Lutherse kerk gebruikt voor de eenstemmige zang door de 
de gehele kerkgemeenschap. Hiermee wordt het feitelijk een synoniem van kerklied; het koraal vormt de basis voor gehele Lutherse kerkmuziek. In de Evangelische Kerk bleef, in tegenstelling tot de calvinistische eredienst, het kerkkoor gehandhaafd.
Hoewel een koraalmelodie op zich dus eenstemmig is, ontstonden al in een vroeg stadium vierstemmige uitwerkingen ter begeleiding. Maarten Luther liet bijvoorbeeld vierstemmige zettingen van koralen schrijven door Johann Walter (niet te verwarren met Johann Gottfried Walther). Vele componisten volgden. Vierstemmige koorbewerkingen vormen vaak de hoekpunten van kerkelijke motetten, cantates en passies (alle drie te vinden bij Johann Sebastian Bach). Daarnaast worden koraalmelodieën in deze genres gebruikt als contrapunt voor andere thema's.

### De koraalbewerking voor orgel
In de Lutherse mis neemt orgelspel een belangrijke plaats in. Hierdoor ontstond vooral in de barok een groot aantal composities voor orgel die op koraalmelodieën gebaseerd zijn. Deze composities worden koraalbewerkingen genoemd, of, als ze bedoeld zijn als inleiding op de gemeentezang, koraalprelude.
De koraalbewerkingen kunnen op grond van hun vorm in vier groepen ingedeeld worden: 
- het orgelkoraal
- de koraalfantasie
- de koraalfughette
- de koraalpartita.

#### Geschiedenis
De geschiedenis van de koraalbewerking gaat terug tot de tijd voor de reformatie. De oudste overgeleverde koraalbewerkingen stammen van Hans Buchner (1483-1538), Johannes de Lublin, Hans Kotter (circa 1485-1451) en Arnolt Schlick (1455-1525). Van grote invloed op de ontwikkeling van de koraalbewerking was Jan Pieterszoon Sweelinck. Sweelinck componeerde voornamelijk orgelwerken over het Geneefse psalter. Deze waren echter niet bedoeld voor gebruik tijdens de kerkdienst. Instrumentale muziek was in Sweelincks tijd in Nederland in de kerk niet toegestaan. De vele leerlingen van Sweelinck uit Noord-Duitsland verspreidden Sweelincks kunst en gaven deze door aan volgende generaties.
De kunst van het koraalvoorspel bereikte haar hoogtepunt in de muziek van Johann Sebastian Bach. Na Bach nam de interesse voor de koraalbewerking sterk af. Hoogtepunten uit latere tijd zijn de elf koraalvoorspelen van Johannes Brahms en het werk van Max Reger.
De belangrijkste componisten van orgelkoralen zijn, naast de reeds genoemden, Samuel Scheidt, Johann Pachelbel, Dietrich Buxtehude en Johann Gottfried Walther. Buiten Duitsland was de koraalbewerking minder populair. In Frankrijk schreven verschillende componisten variaties over bekende kerstliederen (noels). In Nederland schreven naast Sweelinck onder anderen Anthonie van Noordt, Hendrik Speuy, Quirinus van Blankenburg, Johannes Gijsbertus Bastiaans en Jan Zwart koraalbewerkingen.

#### Het orgelkoraal
In deze vorm wordt de koraalmelodie eenmaal in haar geheel ten gehore gebracht. De overige stemmen begeleiden de melodie. De melodie, ook cantus firmus genoemd, ligt meestal in de sopraan of wordt met langzame noten op het pedaal gespeeld. Tussen de frasen vinden we vaak voor- en tussenspelen van de begeleidende stemmen. Een in de barok zeer geliefde vorm is die, waarin de stemmen met voorimitaties als een soort fuga elke frase van de melodie inleiden. Het voorspel voor de eerste frase is hierbij meestal het uitgebreidst. Een andere veel voorkomende vorm is die, waarin de begeleiding van de melodie op een kort karakteristiek motief gebaseerd is. Dit motief kan ontleend zijn aan de melodie of het karakter van het lied weerspiegelen.
Het orgelkoraal is meestal drie- of vierstemmig. Het tweestemmige orgelkoraal wordt bicinium genoemd.

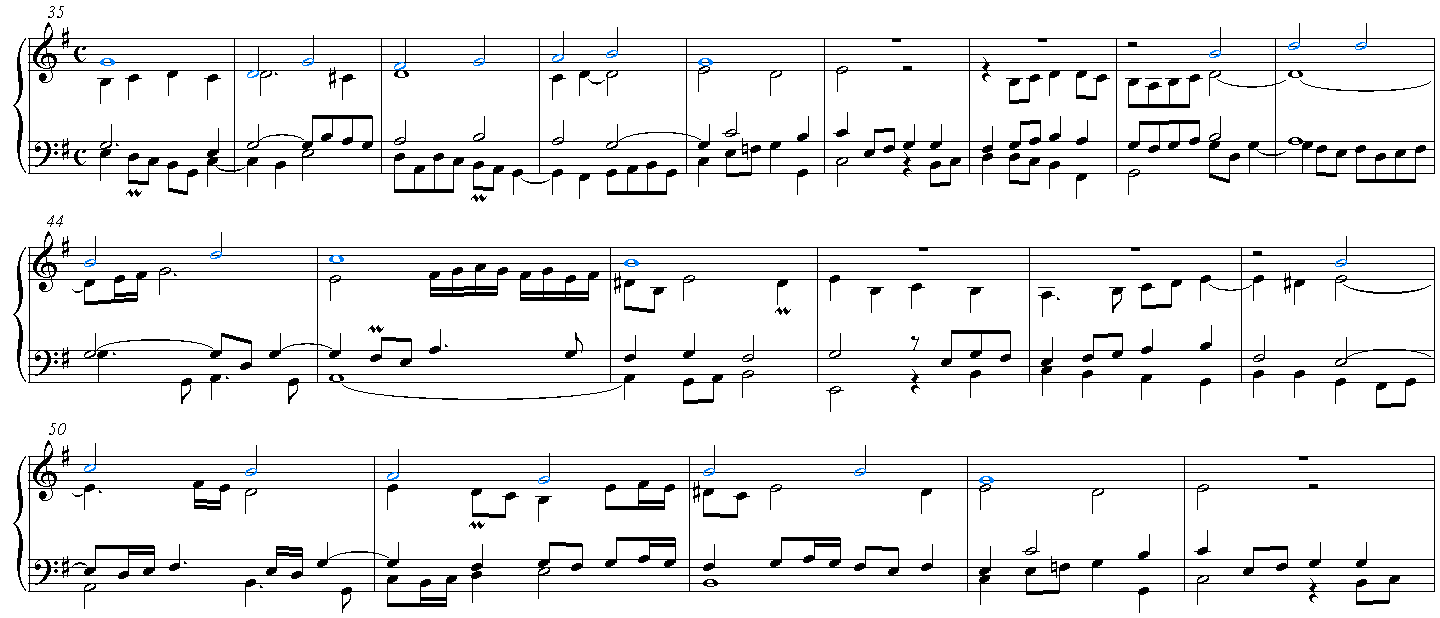
Fragment van het orgelkoraal over Wenn mein Stündlein vorhanden ist van Johann Pachelbel. De blauwe noten geven de koraalmelodie of cantus firmus weer.

#### De koraalfantasie
Zie ook hoofdartikelen over de koraalfantasie en de Noord-Duitse Koraalfantasie.
De koraalfantasie was vooral in de Noord-Duitse Orgelschool zeer populair. Bij deze vorm wordt ieder frase van het koraal meermaals zeer uitgebreid bewerkt. Voorbeeld voor de koraalfantasie is het 16e-eeuwse motet.

#### De koraalfughette
In tegenstelling tot de beide vorige vormen is de koraalfughette geen bewerking van het koraal maar veelmeer een inleiding op het koraal. De koraalfughette is een meestal eenvoudige fuga op een thema dat ontleend is aan de eerste regel van de koraalmelodie. Johann Pachelbel gebruikte deze vorm veelvuldig in combinatie met het orgelkoraal.

#### De koraalpartita
De koraalpartita is een reeks variaties over het koraal, geheel in de stijl van variatie over volksliederen die in de 17e eeuw veel geschreven werden. De koraalpartita maakt meestal geen gebruik van het pedaal en kan ook op orgelpositief of klavecimbel uitgevoerd worden. Vaak was deze vorm niet voor kerkelijk maar voor huiselijk gebruik bedoeld.

### Het koraal in de symfonische muziek
In de symfonische muziek van de 19e en 20e eeuw wordt het begrip koraal gebruikt voor een diatone, ritmisch eenvoudige, homofoon gespeelde melodische beweging, meestal door koperblazers. Voorbeelden hiervan vinden we bij Felix Mendelssohn Bartholdy, Johannes Brahms, Anton Bruckner, Gustav Mahler en Béla Bartók. In deze zin zien we het begrip ook in de traditie van de Franse symfonische orgelmuziek, bijvoorbeeld bij César Franck en Hendrik Andriessen.

#### Het koraal als vorm of stijl
In veel muziek uit de periode van de Romantiek en van latere stromingen wordt de koraal als vorm of stijlmiddel gebruikt, waarbij weliswaar de kerkelijke annotatie soms verloren gaat, en waarbij niet teruggegrepen wordt op bestaande koraalthema's, maar waarbij het statige sacrale karakter in een nieuw gecomponeerd geheel overeind blijft. Zo konden er koraalachtige stukken ontstaan, die sec gezien niet terug te voeren zijn op bestaande koraalmelodieën, maar wel het karakter droegen van de koraal. Een voorbeeld is het 'andante religioso', het middendeel uit Béla Bartóks 3e Pianoconcert. Sec gezien is dit geen bestaand koraal, maar het heeft wel de sfeer van het koraal, vocaal gedacht, en religieus van karakter.